# Bergenie tučnolistá
Bergenie tučnolistá (Bergenia crassifolia) je stálezelená rostlina, která byla zavlečena do české přírody. Tento druh z rodu bergenie je nenáročná bylina pěstovaná pro své široké zdobné listy i mnohočetné květy.

## Rozšíření
Domovem je v severní Asii, pochází ze sibiřských a severočínských hor, kde roste v listnatých i jehličnatých lesích při březích potoků až do nadmořské výšky 2000 m. Byla již v roce 1760 dovezena do Evropy a začala se pěstovat jako okrasná rostlina. Postupně byla šířena do mnoha zemí, kde zplaňuje do volné přírody; obdobně zdomácněla i v Severní Americe.
Stejně je tomu i v České republice, kde je považována za neofyt přechodně zavlékaný a zplaňující. Její výskyt není dosud považován za nebezpečný pro původní českou flóru.

## Ekologie
Tato houževnatá bylina spolehlivě roste i v málo výživné kamenité půdě. Má pak drobnější listy a méně se rozrůstá než ve výživné a kypré půdě, ale lépe kvete. V plném stínu rostliny nekvetou.

## Popis

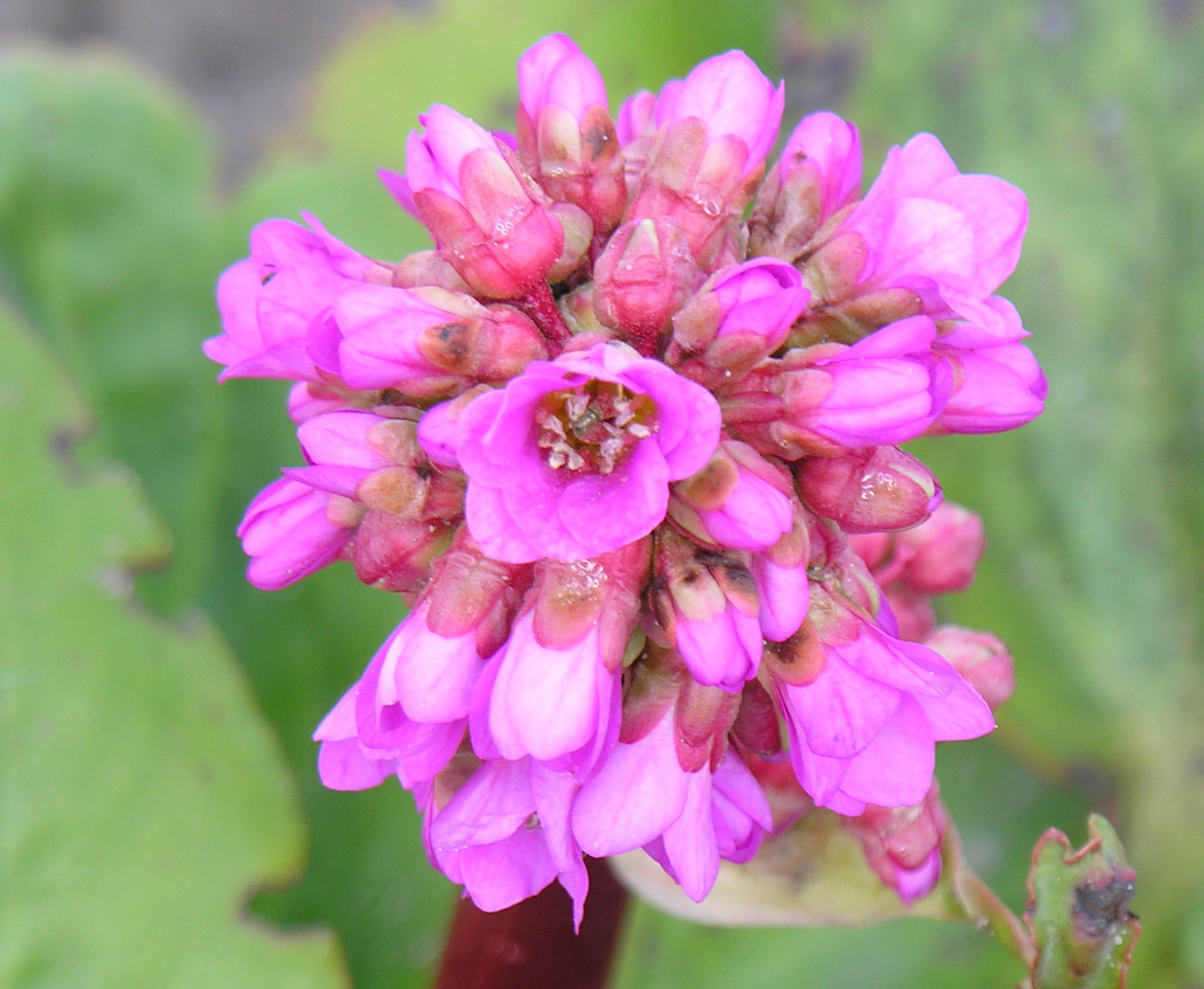
Část květenství

Vytrvalá rostlina rostoucí z tlustého oddenku. Tlusté listy, které vyrůstají v přízemní růžici, mají dlouhé řapíky a jejich lysé, okrouhlé čepele o průměru 15 až 30 cm jsou obvejčité, u báze někdy mělce vykrojené, často purpurově naběhlé a po okraji jemně vroubkované. V zimě listy neopadávají, ale dostávají bronzově červený nádech.
Bezlisté přímé lodyhy jsou vysoké 20 až 30 cm a jen nahoře v květenství jsou větvené. Nesou množství květů sestavených v kompaktních latách dlouhých 5 až 13 cm. Pětičetné květy mají kožovité, asi 4 mm velké zvonkovité kalichy obvejčitého tvaru. Jasně růžově purpurové korunní plátky bývají až 10 mm dlouhé, eliptické či široce vejčité a mají krátký nehtík. Deset tyčinek ve dvou kruzích je asi 4,5 mm dlouhých, vejčitý semeník nese dvě čnělky. Rostliny kvetou od dubna do června, opylovány jsou hmyzem. Plodem je dvoupouzdrá tobolka s drobnými semeny. Ploidie druhu je 2n = 34.

## Rozmnožování

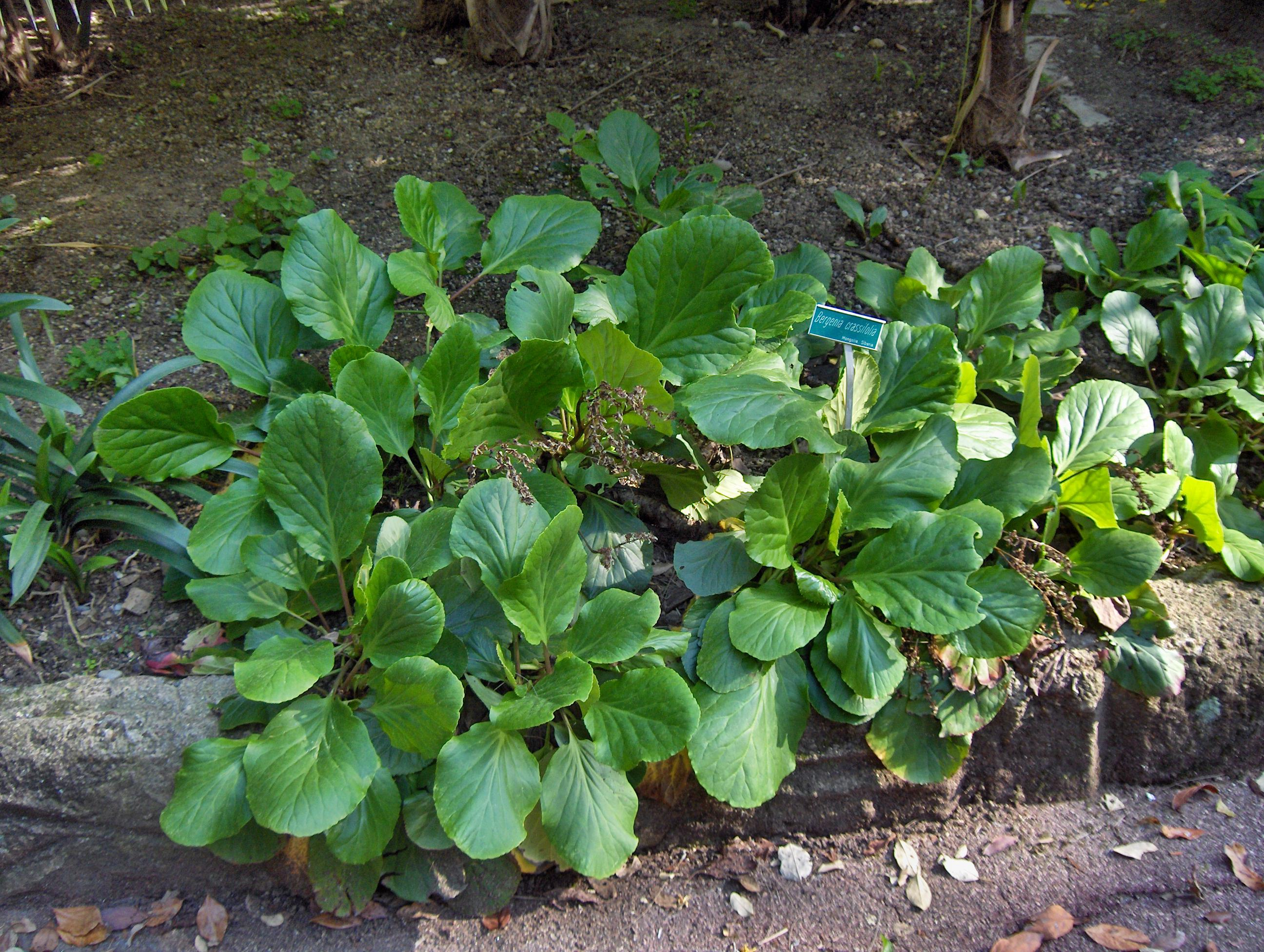
Mladé rostliny

Bergenie tučnolistá se v přírodě rozrůstá do blízkého okolí oddenky, na větší vzdálenost se šíří semeny. Lze ji množit rozdělením matečné rostliny brzy po odkvětu na oddělky po dvou až třech listech. Také oddenkovými řízky sázenými do písčitého substrátu v pařeništi nebo skleníku. Pokud příliš nezáleží na nevyrovnanosti potomstva, užívá se i množení semeny; semenáčky začínají kvést druhým rokem po výsadbě.

## Význam
Bergenie tučnolistá se nejčastěji pěstuje jako okrasná trvalka v zahradách, parcích nebo na hřbitovech. Osvědčuje se také jako půdokryvná rostlina na vlhčích nebo zastíněných místech, v okolí jezírek nebo potoků. Dobu kvetení lze prodlužovat odstraňováním odkvetlých květenství, brání se tak tvorbě semen. V zemích původu se používá i v tradiční medicíně, ze sušených listů se vaří čaj (zvýšení imunity).
Používá se odvar z mletého sušeného kořene, který má protizánětlivé, diuretické a antibakteriální účinky. Odvar účinně léčí různé záněty, např. zánět močových cest, ledvin i průdušek. Při horečce a nachlazení působí jako acylpyrin i analgetikum proti bolesti. Lze využít i odvar z listů, zvláště při zánětech dýchacích cest, kašli apod. Šťávu z listů lze využít jako antioxidant a k odstranění volných radikálů. V současnosti (2018) se provádí řada výzkumů, a zdá se, že bergénie snižuje glykemii (krevní cukr) a má i jiné pozitivní účinky na organismus.